# Poropoea tomapoderus
Poropoea tomapoderus är en stekelart som beskrevs av Guang Yu Luo och Yin-Xia Liao 1994. Poropoea tomapoderus ingår i släktet Poropoea och familjen hårstrimsteklar. Inga underarter finns listade i Catalogue of Life.